# Andy Reid (football)
Pour les articles homonymes, voir Andy Reid.
Andrew Matthew Reid (né le 29 juillet 1982 à Dublin) est un footballeur irlandais évoluant au poste de milieu de terrain.
Débutant avec les clubs de jeunes de Lourdes Celtic et de Cherry Orchard (en), il commence sa carrière professionnelle avec Nottingham Forest où il joue 144 matchs de championnat, marquant 21 buts. Il signe à Tottenham Hotspur en janvier 2005 et Charlton Athletic en août 2006, avant de rejoindre Sunderland en janvier 2008. Il signe à Blackpool le 31 janvier 2011 puis à Nottingham Forest le 1er juillet 2011. Il prend sa retraite en juillet 2016 du fait de blessures récurrentes.

## Biographie
Andrew Matthew Reid naît à Crumlin, Dublin, en Irlande. Il étudie à l'école Synge Street CBS (en) de Dublin. Issu d'une famille de footballeurs, son père Bill a joué pour St. Patrick's Athletic et son oncle Victor pour Shelbourne.
Andy Reid commence sa carrière footballistique avec des clubs de jeunes irlandais : Templeogue United, Lourdes Celtic et Cherry Orchard. Il refuse des offres de Manchester United et Arsenal pour signer en faveur de Nottingham Forest. Il a souvent été critiqué pour ses excès de poids, mais l'entraîneur de Charlton Les Reed (en) affirme qu'il est l'un des joueurs les plus en forme sur le terrain d'un match contre Everton en novembre 2006, Reed déclare : « Il est en forme. Vous n'avez qu'à regarder la distance parcourue et comment il était toujours à courir à la fin [du match] pour vous en rendre compte ».
Le 1er juillet 2011, il signe son retour à Nottingham Forest.

### Carrière en club

#### Nottingham Forest
Reid commence sa carrière avec Nottingham Forest, dans leur centre de formation, transféré depuis Cherry Orchard, qui reçoit une indemnité de transfert. Reid commente plus tard : « J'ai choisi Forest il y a plusieurs années car ils m'ont fait sentir qu'ils me voulaient, parce qu'ils avaient plus de temps à me consacrer pour me former qu'Arsenal ou United ». Il devient professionnel en août 1999, et fait ses débuts le 29 novembre 2000 contre Sheffield United et marque également un but. Au cours de la saison 2001–2002, Reid ne marque aucun but en 31 matchs.
Le 15 mai 2003, il marque un but contre Sheffield United en demi-finale des play-offs du Championship de 2003, que Nottingham Forest perd 4–3, et 5–4 sur l'ensemble des deux matchs. Le 27 août 2003, il marque deux buts lors d'une victoire 3–1 sur Coventry City. Reid marque treize buts en 2003–2004, terminant meilleur buteur de Nottingham Forest pour la saison, et il est aussi nommé dans l'équipe PFA de l'année de Division One.
Le 3 août 2004, Reid remet une demande de transfert en affirmant : « Je sens que je n'ai pas d'autre choix que de déclarer formellement mon désir de quitter le club ». Pendant sa période à Nottingham Forest, Reid est décrit comme l'un des plus talentueux milieux de terrain évoluant au sein de la Football League, et est répertorié comme une légende de Nottingham Forest. Reid marque 21 buts en 144 matchs de championnat pour le club du Nottinghamshire.

#### Tottenham Hotspur
Après de longues négociations qui durent la plupart de sa dernière saison au club, Reid finalise son transfert de Forest à Tottenham le dernier jour du mercato de janvier 2005 avec Michael Dawson, pour un montant combiné de 8 M£. Il fait ses débuts lors d'une victoire 3–1 sur Portsmouth le 5 février 2005, et Martin Jol déclare « Andy Reid a également bien joué lors de ses débuts, et vous craignez un peu la façon dont les nouveaux joueurs font face à la Premiership ? ».
Malgré des débuts prometteurs, Reid ne parvient pas à retrouver la forme qu'il avait montré à Forest et doit attendre jusqu'au mois de mai avant d'inscrire son premier but pour son nouveau club, contre Aston Villa dans une victoire 5–1 à la fin de la saison. Titularisé à seulement 20 reprises en 26 apparitions, il ne marque qu'un seul but pour Tottenham, ce qui conduit un journaliste à le recenser comme l'une des pires recrues du mercato de janvier 2005.

#### Charlton Athletic
En août 2006, Reid rejoint Charlton Athletic pour une somme d'environ 3 M£. Il marque son premier but pour Charlton contre Everton le 25 novembre 2006. Après le match d'Everton, l'entraîneur de Charlton Les Reed compare Andy Reid à Ferenc Puskás, qui faisait partie du fameux onze d'or hongrois.
Charlton est relégué à la fin de la saison, mais Reid continue à briller en Championship. En septembre 2007, il marque deux buts contre Norwich City pour une victoire 2–0, deux penalties en l'espace de deux minutes. « Le capitaine Andy Reid a été brillant, il nous a conduit pendant toute la soirée », déclare Alan Pardew sur la performance de Reid ce jour-là. La forme de Reid ne passe pas inaperçue et il est finalement vendu après avoir joué 40 matchs et marqué 9 buts toutes compétitions confondues lors de ses deux saisons à The Valley.

#### Sunderland
À la fin janvier 2008, au dernier jour du mercato, Reid rejoint Sunderland sur un contrat de trois ans et demi et une indemnité de transfert de 5 M£, grimpant d'un niveau depuis le Championship à la Premier League. Greg Halford de Sunderland fait le chemin inverse pour un prêt de six mois dans le cadre de la transaction. Reid explique qu'il veut que Sunderland se batte pour les places européennes, et ne se contentera pas des luttes contre la relégation saison après saison.
Il fait ses débuts le 9 février 2008 contre Wigan Athletic, entrant en jeu comme remplaçant à la 74e minute et faisant une passe décisive pour Daryl Murphy. Reid marque son premier but pour Sunderland à la fin mars dans une victoire 2–1 contre West Ham United, d'une reprise de volée à la 95e minute. Il marque son premier but de la saison 2008–2009 d'une tête lors de la victoire 4–0 sur West Brom. Reid inscrit ses premiers buts de la saison 2009–2010 avec un doublé contre Norwich en Carling Cup, match remporté 4–1 par Sunderland. Reid marque ensuite son premier but en Premier League de la saison lors d'une victoire 4–1 contre Hull City, il est également l'auteur du centre qui conduit au dernier but du match marqué par Kamil Zayatte contre son camp.

#### Prêt à Sheffield United
Dérivant hors de l'équipe première, Reid est prêté à Sheffield United pour un mois à la fin octobre 2010, l'entraîneur de Sheffield Gary Speed indiquant qu'« il est incontestablement du niveau de Premier League et donc une bonne recrue pour l'équipe ». Il fait ses débuts avec les Blades le 30 octobre 2010, entrant en jeu en seconde mi-temps contre Coventry City. Le 13 novembre 2010, il marque son premier but pour Sheffield en offrant la victoire à l'équipe 1–0 à Millwall. Après deux mois à Bramall Lane, Reid est suspendu pour une durée de trois matchs à la suite d'un incident à Carrow Road contre Norwich et ainsi rendu plus tôt que prévu à Sunderland.

#### Blackpool
Le 31 janvier 2011, Reid signe avec Blackpool un contrat jusqu'à la fin de la saison. Luttant pour avoir un impact en équipe première, il joue seulement cinq matchs pour l'équipe de Bloomfield Road avant d'être libéré à la fin mai, après la relégation de Blackpool de Premier League.

#### Nottingham Forest
Le 1er juillet 2011, Nottingham Forest annonce le retour de Reid au club où il a commencé sa carrière sur un contrat de deux ans.

### Carrière internationale
Reid fait partie de l'équipe d'Irlande des moins de 16 ans qui remporte la Nordic Cup le 8 août 1998 et il marque en finale contre l'Angleterre. Il évolue également pour l'équipe de république d'Irlande des moins de 21 ans avec laquelle il compte 15 sélections et marque 4 buts entre 2002 et 2003, puis pour l'équipe de république d'Irlande A, où il honore 27 sélections et inscrit 4 buts.
Il commence sa carrière internationale avec l'équipe nationale d'Irlande en 2003 lors d'un match remporté face au Canada 3–0. Le premier de ses buts internationaux est inscrit d'un coup france des 30 mètres contre la Bulgarie le 18 novembre 2003. Son premier but international en compétition officielle est une frappe des 20 mètres contre Chypre en éliminatoires de la Coupe du monde le 18 août 2004.
Reid sauve l'honneur lors d'une défaite 2–1 en amical face à l'Italie le 17 août 2005. Il ouvre également la marque lors du dernier match à Lansdowne Road avant la rénovation du stade, un match remporté par l'Irlande 5–0 sur Saint-Marin le 15 novembre 2006. Il fait une passe décisive pour Robbie Keane pour une victoire 4–0 sur le Danemark en match amical le 22 août 2007.
Reid estime que l'ancien sélectionneur de l'Irlande, Steve Staunton, n'aurait pas dû être licencié. Le milieu de terrain explique : « Je ne crois pas qu'ils auraient dû le faire. Je crois qu'ils auraient dû lui donner plus de temps ».

## Statistiques en carrière
Au 10 mars 2012,
| Club                    | Saison         | Championnat | Championnat | Championnat | FA Cup | FA Cup | FA Cup | League Cup | League Cup | League Cup | Autres | Autres | Autres | Total  | Total | Total  |
| Club                    | Saison         | Matchs      | Buts        | Passes      | Matchs | Buts   | Passes | Matchs     | Buts       | Passes     | Matchs | Buts   | Passes | Matchs | Buts  | Passes |
| ----------------------- | -------------- | ----------- | ----------- | ----------- | ------ | ------ | ------ | ---------- | ---------- | ---------- | ------ | ------ | ------ | ------ | ----- | ------ |
| Nottingham Forest       | 2000–2001      | 14          | 2           | –           | 1      | 0      | –      | 0          | 0          | 0          | 0      | 0      | 0      | 15     | 2     | –      |
| Nottingham Forest       | 2001–2002      | 29          | 0           | 0           | 0      | 0      | 0      | 2          | 0          | 0          | 0      | 0      | 0      | 31     | 0     | 0      |
| Nottingham Forest       | 2002–2003      | 30          | 1           | 7           | 1      | 1      | 0      | 2          | 0          | 0          | 2      | 1      | 0      | 35     | 3     | 7      |
| Nottingham Forest       | 2003–2004      | 46          | 13          | 14          | 3      | 0      | 0      | 2          | 0          | 0          | 0      | 0      | 0      | 51     | 13    | 14     |
| Nottingham Forest       | 2004–2005      | 25          | 5           | 5           | 2      | 1      | 1      | 1          | 1          | 1          | 0      | 0      | 0      | 28     | 7     | 7      |
| Total                   | Total          | 144         | 21          | 26          | 6      | 2      | 1      | 8          | 1          | 1          | 2      | 1      | 0      | 160    | 25    | 28     |
| Tottenham Hotspur       | 2004–2005      | 13          | 1           | 1           | 0      | 0      | 0      | 0          | 0          | 0          | 0      | 0      | 0      | 13     | 1     | 1      |
| Tottenham Hotspur       | 2005–2006      | 13          | 0           | 0           | 0      | 0      | 0      | 1          | 0          | 0          | 0      | 0      | 0      | 14     | 0     | 0      |
| Total                   | Total          | 26          | 1           | 1           | 0      | 0      | 0      | 1          | 0          | 0          | 0      | 0      | 0      | 27     | 1     | 1      |
| Charlton Athletic       | 2006–2007      | 16          | 2           | 1           | 0      | 0      | 0      | 1          | 0          | 0          | 0      | 0      | 0      | 17     | 2     | 1      |
| Charlton Athletic       | 2007–2008      | 22          | 6           | 6           | 0      | 0      | 0      | 1          | 1          | 0          | 0      | 0      | 0      | 23     | 7     | 6      |
| Total                   | Total          | 38          | 8           | 7           | 0      | 0      | 0      | 2          | 1          | 0          | 0      | 0      | 0      | 40     | 9     | 7      |
| Sunderland              | 2007–2008      | 13          | 1           | 2           | 0      | 0      | 0      | 0          | 0          | 0          | 0      | 0      | 0      | 13     | 1     | 2      |
| Sunderland              | 2008–2009      | 32          | 1           | 4           | 3      | 0      | 0      | 3          | 0          | 2          | 0      | 0      | 0      | 38     | 1     | 6      |
| Sunderland              | 2009–2010      | 21          | 2           | 6           | 1      | 0      | 0      | 3          | 2          | 2          | 0      | 0      | 0      | 25     | 4     | 8      |
| Sunderland              | 2010–2011      | 2           | 0           | 0           | 0      | 0      | 0      | 1          | 0          | 0          | 0      | 0      | 0      | 3      | 0     | 0      |
| Total                   | Total          | 68          | 4           | 12          | 4      | 0      | 0      | 7          | 2          | 4          | 0      | 0      | 0      | 79     | 6     | 16     |
| Sheffield United (prêt) | 2010–2011      | 9           | 2           | 2           | 0      | 0      | 0      | 0          | 0          | 0          | 0      | 0      | 0      | 9      | 2     | 2      |
| Total                   | Total          | 9           | 2           | 2           | 0      | 0      | 0      | 0          | 0          | 0          | 0      | 0      | 0      | 9      | 2     | 2      |
| Blackpool               | 2010–2011      | 5           | 0           | 0           | 0      | 0      | 0      | 0          | 0          | 0          | 0      | 0      | 0      | 5      | 0     | 0      |
| Total                   | Total          | 5           | 0           | 0           | 0      | 0      | 0      | 0          | 0          | 0          | 0      | 0      | 0      | 5      | 0     | 0      |
| Nottingham Forest       | 2011–2012      | 28          | 2           | 6           | 2      | 0      | 0      | 2          | 0          | 0          | 0      | 0      | 0      | 32     | 2     | 6      |
| Total carrière          | Total carrière | 318         | 38          | 54          | 12     | 2      | 1      | 20         | 4          | 5          | 2      | 1      | 0      | 352    | 45    | 60     |

## Palmarès
- République d'Irlande
  - Vainqueur du Championnat d'Europe U-17 : 1998

- Derby County
  - 2014 Membre de l'équipe type de Football League Championship en 2014.